# Martin Thaler (Schauspieler)
Martin Thaler (* 1974 in Brixen) ist ein aus Südtirol stammender deutsch-italienischer Schauspieler.

## Leben
Martin Thaler ist der Sohn eines Südtirolers und einer Deutschen. Seine Mutter stammt aus dem Rheinland. Er studierte zunächst Politikwissenschaften in Wien und schloss seine Hochschulausbildung als Diplom-Politologe ab.
Erste schauspielerische Erfahrungen sammelte er in den Jahren 1992 bis 1995 beim Südtiroler Theaterverein „Theater im Regenbogen“ in Brixen, wo er in mehreren Theater- und Musicalproduktionen mitwirkte. Von 1999 bis 2002 erhielt er seine Schauspielausbildung am Konservatorium der Stadt Wien, die er mit Auszeichnung beendete. Zu seinen Lehrerinnen gehörte u. a. Elfriede Ott, mit der er mehrere Rollen erarbeitete und in deren Inszenierungen er mehrfach spielte. Während seiner Ausbildung trat er bei den Nestroy-Festspielen auf Burg Liechtenstein in Maria Enzersdorf, am Theater in der Josefstadt sowie bei verschiedenen Theaterprojekten auf.
Auch in späteren Jahren stand er immer wieder auf der Bühne, u. a. in der Saison 2006/07 im Theater am Kurfürstendamm in der von Andreas Schmidt inszenierten Komödie Die süßesten Früchte von Stefan Vögel. In der Spielzeit 2009/10 und im November/Dezember 2010 trat er an den Vereinigten Bühnen Bozen in der Weihnachtsproduktion Der kleine Prinz in der Rolle des Piloten auf. 2011 gastierte er am Kleinkunsttheater „Carambolage“ in Bozen.
Thaler wirkte auch in zahlreichen Film- und TV-Produktionen mit und spielte in mehreren Kurzfilmen mit. Er arbeitete vor der Kamera u. a. mit Sabine Derflinger, Manfred Stelzer, Thomas Nennstiel, Carolin Otterbach, Philipp J. Pamer, Matthias Lang, Ralf Huettner und Stefan Hering zusammen.
In der Sat1-Komödie Die Masche mit der Liebe (2007), in der er den Ex-Freund einer alleinerziehenden jungen Frau spielte, war Anja Kling seine Partnerin. In dem deutsch-italienischen Historienfilm Bergblut (2010) stellte er die historische Figur des Tiroler Landwirts Franz Raffl dar. In dem TV-Dokudrama Wir, Geiseln der SS (2015) verkörperte er den österreichischen Bundeskanzler Kurt Schuschnigg. In den Burg Schreckenstein-Kinderfilmen (2016 und 2017) war er der Lehrer Dr. Waldmann.
Thaler hatte auch Gastauftritte in mehreren TV-Serien, u. a. in Da kommt Kalle (2008),  Forsthaus Falkenau (2013), Hubert ohne Staller (2019) und in mehreren Staffeln der ZDF-Serie Die Rosenheim-Cops. In der 19. Staffel der Rosenheim-Cops (2019) spielte er erneut eine der Episodenrollen, diesmal als Umweltschützer und Pilzkenner Dr. Gundlach.
Thaler war für eigene Filmprojekte auch als Drehbuchautor tätig. Er besitzt die deutsche und die italienische Staatsangehörigkeit und lebt in München.

## Filmografie (Auswahl)
- 2002: Vollgas (Kinofilm)
- 2002: Vampire waren auch nur Menschen (Kurzfilm)
- 2005: Irren ist sexy (Fernsehfilm)
- 2007: Die Masche mit der Liebe (Fernsehfilm)
- 2008: Da kommt Kalle: Werbestar Kalle (Fernsehserie, eine Folge)
- 2009: Die Rosenheim-Cops: Kuhgebrüll als Alibi (Fernsehserie, eine Folge)
- 2009: Hanna und die Bankräuber (Fernsehfilm)
- 2010: Bergblut (Kinofilm)
- 2012: Die Rosenheim-Cops: Ein Fall von Hochmut (Fernsehserie, eine Folge)
- 2013: Forsthaus Falkenau: Hundstage (Fernsehserie, eine Folge)
- 2015: Wir, Geiseln der SS (Dokumentarfilm)
- 2016: König Laurin (Kinofilm)
- 2016: Burg Schreckenstein (Kinofilm)
- 2016: Landkrimi: Endabrechnung (Fernsehreihe)
- 2017: Leichtmatrosen – Drei Mann in einem Boot (Fernsehfilm)
- 2017: Burg Schreckenstein 2 – Küssen (nicht) verboten (Kinofilm)
- 2019: Die Rosenheim-Cops: Der letzte Happen (Fernsehserie, eine Folge)
- 2020: Lord & Schlumpfi – Der lange Weg nach Wacken (Kinofilm)
- 2025: Zweitland (Kinofilm)

## Hörspiele (Auswahl)
- 2006: Marie-Luise Goerke, Matthias Pusch: Er und ich – Technische Realisierung und Regie: Matthias Pusch (auch Musik); Marie-Luise Goerke